# جامعة بوردو الشمالية الغربية
جامعة بوردو الشمالية الغربية (بالإنجليزية: Purdue University Northwest)‏ هي جامعة عامة تضم حرمين جامعيين في شمال غرب إنديانا وواحد في هاموند وواحد في ويستفيل. وهي جزء من نظام جامعة بوردو، وتقدم أكثر من 70 برنامجًا لشهادة البكالوريوس والدراسات العليا لحوالي 9400 طالب مع أكثر من 64000 خريج.

## التاريخ
تأسست جامعة بوردو الشمالية الغربية في عام 2016م. حرمان بوردو - في هاموند، إنديانا وويستفيل، إنديانا - موحدان للمساعدة في القضاء على الازدواج الإداري، وتوفير التميز الأكاديمي لتعزيز تعليم الطلاب والفرص.
ووفق على توحيد بوردو كالوميت (هاموند) وبوردو نورث سنترال (ويستفيل) من قبل لجنة التعليم العالي في 4 مارس 2016م. هذا يمثل رسميا إنشاء جامعة بوردو الشمالية الغربية. ومع ذلك، يتمتع كل من بوردو كالوميت وبوردو نورث سنترال بتاريخ مهم. مع اندلاع الحرب العالمية الثانية، قدم هذان الحرمين الجامعيين دورات تقنية كجزء من برنامج تدريب الدفاع الوطني مع الحكومة الفيدرالية. ظلت الجامعات مفتوحة عندما انتهت الحرب في عام 1945م، حيث قدمت دورات دراسية معتمدة. بني كلا الحرمين الجامعيين في عام 1946.

## أكاديميات
تقدم جامعة بوردو الشمالية الغربية برامج البكالوريوس والدراسات العليا في أكثر من 70 مجالًا من مجالات الدراسة، بالإضافة إلى درجة الدكتوراه في شهادة ممارسة التمريض. اعترف ببوردو نورثويست من بين أفضل الجامعات الإقليمية في تصنيف الولايات المتحدة لأفضل الجامعات في العالم (2018م).

### الرسوم
تبلغ الرسوم الدراسية للطلاب الجامعيين بدوام كامل، اعتبارًا من عام 2019م حوالي 7,813 دولارًا للطلاب من داخل الولاية (المقيمين في إنديانا)، و17654 دولارًا للطلاب من خارج الولاية. تبلغ رسوم الدراسات العليا لما لا يقل عن 8 ساعات معتمدة في عام 2018م حوالي 5,060 دولارًا للطلاب في الولاية (المقيمين في إنديانا)، و10،798 دولارًا للطلاب من خارج الولاية.
سيشهد الطلاب الجدد في خريف عام 2018م القادمون من خارج الولاية، انخفاضًا في معدل الرسوم الدراسية بسبب انخفاض سعر الفائدة خارج الدولة. سيقوم برنامج (روار) بتخفيض أسعار الطلاب الجدد في جامعة بوردو الشمالية الغربية في المستقبل بسبب موقع الحرم الجامعي في هاموند بالقرب من حدود إلينوي، وذلك لمجموعة واسعة من الطلاب المسجلين من جميع أنحاء البلاد.
تلقى حوالي 63 في المائة من الطلاب الجامعيين بدوام كامل نوعًا من المساعدات المالية القائمة على الاحتياجات في حالة تطبيقها.
اعتبارا من خريف عام 2018م تقدم جامعة بوردو الشمالية الغربية الرسوم الدراسية ذات النطاق الترددي. الرسوم الدراسية ذات النطاق الترددي هي معدل تعليمي واحد في نطاق من الساعات المعتمدة. سيدفع الطلاب الجامعيون الذين تتراوح أعمارهم من 12 إلى 18 ساعة معتمدة نفس معدل الرسوم الدراسية خلال الفصل الدراسي.

### تسجيل الطلاب
في العام الدراسي 2017م - 2018م، سجل 9835 طالبًا. بما في ذلك:
- 91٪ الجامعية و 9٪ الدراسات العليا
- 65% طلاب بدوام كامل و35٪ طلاب بدوام جزئي
- 56 % إناث و 44٪ ذكور
- 60 ٪ قوقازي، 17٪ من أصل اسباني/لاتيني، 9٪ من الأمريكيين من أصل أفريقي، 7٪ الدولية، 2٪ الآسيوية، 5٪ أخرى/غير محددة

## خريجون متميزون
- فيليسيا ميدلبروكس - مذيع الأخبار
- جون إن جونسون - نائب رئيس الشؤون المالية وخدمات المؤسسات وكبير مسؤولي المعلومات في شركة إنتل كورب ومقرها كاليفورنيا [10]

## وصلات خارجية
- الموقع الرسمي
- الموقع الرسمي للألعاب الرياضية